# Meuselko
Meuselko ist ein Ortsteil der Stadt Annaburg in Sachsen-Anhalt.

## Geographie

### Geographische Lage
Meuselko befindet sich ca. 40 km südöstlich der Lutherstadt Wittenberg, und etwa 10 km nördlich von Herzberg (Elster).

### Gemeindegliederung
Meuselko gehört zum Ort Löben und ist seit 2004 Ortsteil der Stadt Annaburg.

## Klima

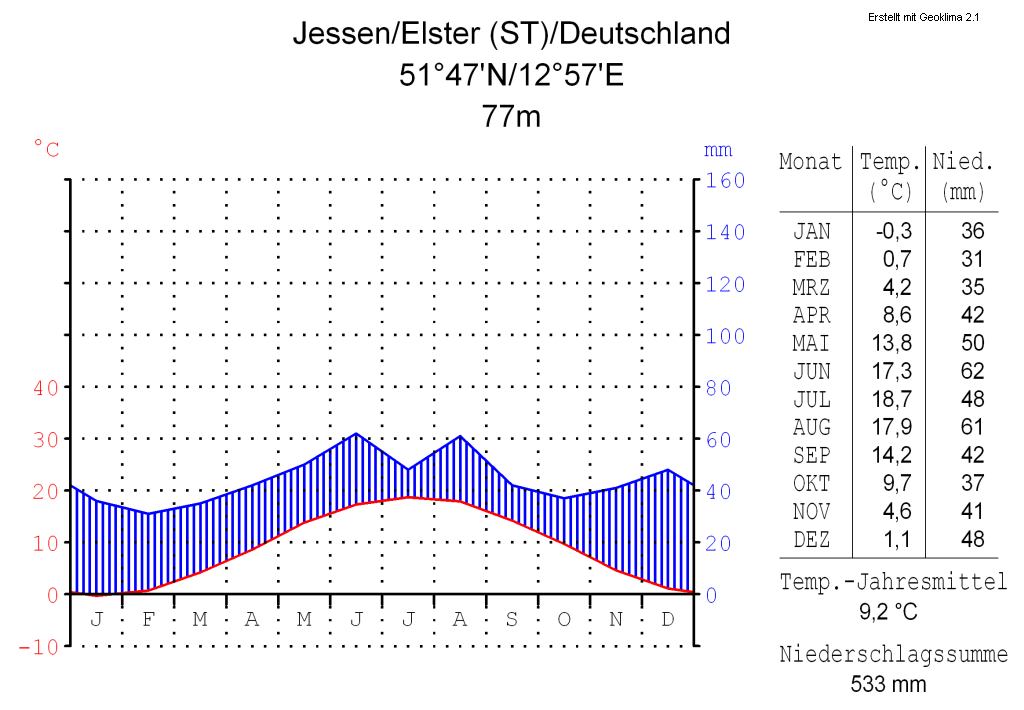

Meuselko liegt in der kühl-gemäßigten Klimazone. Die nächsten Wetterstationen liegen westlich in Jessen (Elster) und östlich auf dem Flugplatz Holzdorf. Der Monat mit den geringsten Niederschlägen ist der Februar, der niederschlagsreichste der Juni. Die mittlere jährliche Lufttemperatur beträgt an der etwa 12 Kilometer westlich gelegenen Wetterstation Jessen 9,2 °C.

## Geschichte
Der Ort ist ein sogenanntes Buschdorf, gelegen in der Elsteraue. Erwähnt wurde der Ort 1429 in der Schreibweise Muselkaw, welches sich aus dem altsorbischen Mysl(i)kov – „Ort des Myslik“, einem von myslić („denken“) abgeleiteten Personennamen herleitet.

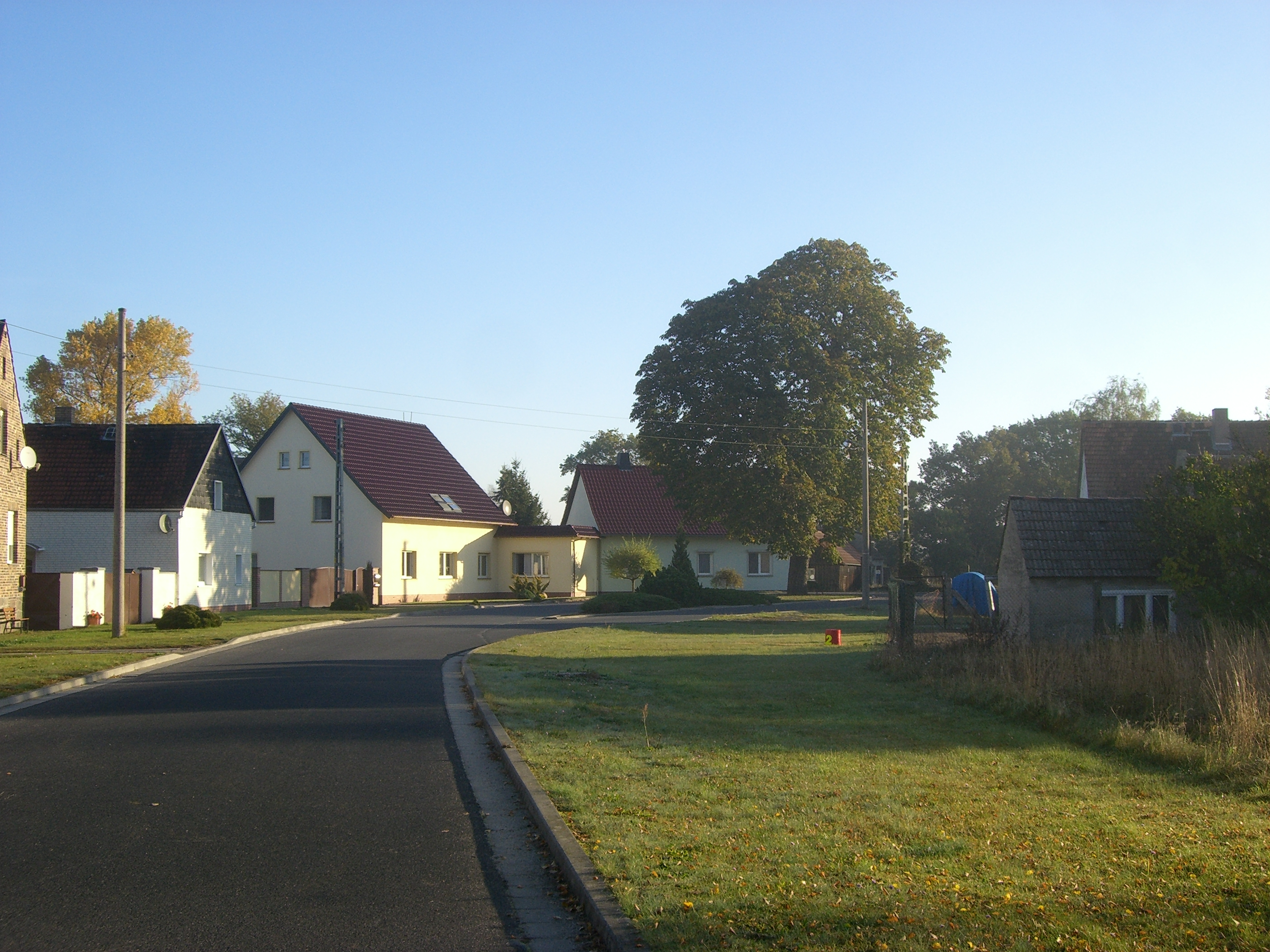
Dorfanger Meuselko

Das Rundling- und Sackgassendorf (ähnlich einem Angerdorf) wurde an der Straße nach Löben erweitert. Der zum Pfarrbereich Löben gehörende Ort hatte 1528 8 Hüfner und 10 Kossaten.
Im Rahmen der nationalsozialistischen Germanisierung sorbischstämmiger Ortsnamen hatte der Landrat des Kreises Schweinitz 1937 mit Zustimmung der Gemeinde beantragt, Meuselko in „Elstertal“ umzubenennen und so den sorbischen Namen zu tilgen. Anders als in anderen Regionen scheiterte die Umbenennung hier jedoch an der Ablehnung des zuständigen Regierungspräsidenten.
Auf Beschluss des Kreistages wurde Meuselko 1977 nach Löben eingemeindet.

## Politik

### Ortsteilvertretung
Seit der Eingliederung in die Stadt Annaburg am 1. Januar 2004 ist Meuselko ein Ortsteil der Stadt. Vertreten wird Meuselko nach der Hauptsatzung der Gemeinde Löben durch den Ortsbürgermeister und einen Ortsbeirat.
Ortsbürgermeister ist gegenwärtig Detlef Franke.

## Bildung
Schulpflichtige Kinder des Ortes werden zurzeit in die Grundschule Annaburg eingeschult. Ebenfalls in Annaburg befindet sich als weitere Bildungseinrichtung eine Sekundarschule die den Status einer Ganztagsschule hat. In Jessen (Elster) besteht die Möglichkeit ab der 5. Klassenstufe das Gymnasium zu besuchen. Die nächstgelegenen Kindertagesstätten befinden sich in Holzdorf(Elster) sowie in Annaburg. Seit dem Schuljahr 2011/2012 besteht außerdem die Möglichkeit, Kinder in die Evangelische Grundschule Holzdorf einschulen zu lassen.

## Freizeit und Tourismus
Ein seit 1996 bestehender Reithof bietet betreute Wohnplätze für Mädchen und junge Frauen. Hauptsächlich werden pädagogisch-therapeutische Mensch-Tier-Begegnungen mit Reiten, Versorgung und Pflege der Tiere sowie Tierschutz angeboten. Weiterhin werden Ferienangebote mit Zeltlagern durchgeführt.